# Rachel Barrett
Rachel Barrett (Carmarthen, 12 de noviembre de 1874-Sussex, 26 de agosto de 1953) fue una sufragista y editora de periódicos galesa. Educada en el University College of Wales en Aberystwyth, se convirtió en profesora de ciencias, pero dejó su trabajo en 1906 al escuchar a Nellie Martel hablar sobre el sufragio femenino, y se unió a la Unión Social y Política de las Mujeres (WSPU por sus siglas en inglés) y se trasladó a Londres. En 1907 se convirtió en organizadora de la WSPU y, después de que Christabel Pankhurst huyera a París, Barrett se convirtió en organizadora conjunta de la campaña nacional de la WSPU. En 1912, a pesar de no tener experiencia periodística, se hizo cargo del nuevo periódico The Suffragette. Barrett fue arrestada en ocasiones por actividades relacionadas con el movimiento por el sufragio y en 1913-1914 pasó algún tiempo de incógnito para evitar que la arrestaran nuevamente.

## Biografía
Barrett nació en Carmarthen, en 1874, siendo hija de Rees Barrett, un agrimensor de tierras y carreteras, y de su segunda esposa, Anne Jones, ambos nativos de lengua galesa. Creció en la ciudad de Llandeilo, con su hermano mayor Rees y una hermana menor, Janette. En el censo de 1881, su madre Anne era la única adulta que vivía en su dirección en Alan Road, ya que su padre había muerto en 1878. Barrett se educó en un internado en Stroud, junto con su hermana, y consiguió una beca para el University College of Wales, Aberystwyth. Se graduó en 1904 con una licenciatura externa en Londres y se convirtió en profesora de ciencias. Enseñó en Llangefni, Carmarthen y Penarth.

## La vida como sufragista

### Inicios en el activismo con la WSPU
Hacia fines de 1906, Barrett asistió a una manifestación por el sufragio en Cardiff y se sintió inspirada por el discurso de Nellie Martel para unirse a la Unión Social y Política de las Mujeres (WSPU) al final de la reunión. Sentía "que estaban haciendo lo correcto y lo único [que podía hacerse]" y pensó que ella misma "siempre había sido una sufragista". Para el año siguiente, Barrett era activista de la WSPU y ayudó a organizar las reuniones de Adela Pankhurst en Cardiff y en Barry ese año, compartiendo el escenario como una de las oradoras. Barrett hablaba en nombre de la WSPU en muchas reuniones, a menudo en galés, lo que generó un conflicto con su papel como maestra de escuela ya que la directora desaprobaba la publicidad, especialmente después de que la noticia de que Barrett había recibido una bomba de harina con Adela Pankhurst en un mitin en Cardiff Docks apareciera en los periódicos locales. En julio de 1907, Barrett dimitió como profesora y se matriculó en la London School of Economics, cerca de la sede de la WSPU en Clement's Inn, con la intención de estudiar economía y sociología y trabajar en su doctorado. Ese agosto estuvo muy activa para la WSPU, haciendo campaña en las elecciones parciales de Bury St Edmunds con Gladice Keevil, Nellie Martel, Emmeline Pankhurst, Aeta Lamb y Elsa Gye. Influyó en la estudiante estadounidense Alice Paul, y ambas vendieron copias de Votes for Women. Barrett también estuvo activo con Adela Pankhurst en Bradford. Con sus actividades de campaña sobre Barrett fue libre de asistir a la LSE, que resultó útil para asistir a las actividades de WSPU en la cercana Clement's Inn. Durante el período navideño, Barrett estuvo nuevamente ocupado haciendo campaña para la WSPU, con Pankhurst, Martel, Lamb y Nellie Crocker en el asiento "rudo y bullicioso" incondicionalmente liberal de Mid-Devon en Newton Abbott, y la próxima vez en el período previo a las elecciones parciales de Ashburton.
Poco después Christabel Pankhurst le pidió que se convirtiera en organizadora a tiempo completo de la WSPU, una oferta que la haría dejar su curso en la LSE. Barrett lamentaba tener que abandonar sus estudios, pero aceptó el puesto diciendo: "Fue una llamada definitiva y yo obedecí".
Barrett pasó 1908 organizando primero una campaña en Nottingham y luego trabajando en las elecciones parciales tanto en Dewsbury como en Dundee, donde Barrett apoyó a las sufragistas escocesas Helen Fraser y Elsa Gye y Mary Gawthorpe. En junio de ese año, fue presidenta de una de las plataformas en el mitin de Hyde Park pero el trabajo pasó factura a su salud y poco después se vio obligada a renunciar temporalmente a su cargo para recuperarse, pasando incluso un período de tiempo en un sanatorio. Después de recuperarse, se mudó más cerca de casa y se ofreció como voluntaria para Annie Kenney en Bristol. Pronto aceptó retomar su papel como organizadora pagada de la WSPU y fue enviada a Newport, en el sureste de Gales para continuar con sus funciones. En 1910, Barrett fue elegida para dirigir un grupo de mujeres para hablar con el Ministro de Hacienda, David Lloyd George, sobre el papel del Partido Liberal en el apoyo al primer Proyecto de Ley de Conciliación. La reunión duró dos horas y media, y al final ella estaba convencida de que Lloyd George no había sido sincero sobre su apoyo a la igualdad de derechos de voto y creía que estaba en contra del sufragio femenino. A finales de año, su puesto se cambió a la organización de todas las actividades de la WSPU en Gales, y fue trasladada a la sede del país en Cardiff. Según Ryland Wallace, escribiendo en 2009, "Ningún individuo trabajó más duro que Rachel Barrett para promover la campaña en Gales".

### Editora deThe Suffragette
En 1912, Barrett fue seleccionada por Kenney (quien la consideraba como una 'mujer altamente educada, una trabajadora dedicada' para ayudar a dirigir la campaña nacional de WPSU), tras la redada de la policía en Clement's Inn y el posterior vuelo de Christabel Pankhurst a París. Barrett se mudó de nuevo a Londres y en unos pocos meses se le asignó el papel de editora asistente del periódico de la WSPU, The Suffragette, en su lanzamiento en octubre de 1912. Escribiendo en su autobiografía, Barrett describía su posición como editora como "una tarea espantosa porque no sabía nada de periodismo”. Al asumir el trabajo, también asumió los riesgos relacionados con la cada vez más militante WSPU. Viajó a escondidas a París para reunirse con Christabel Pankhurst, y cuando hablaban por teléfono recordaba cómo "siempre podía escuchar el clic de Scotland Yard escuchando".

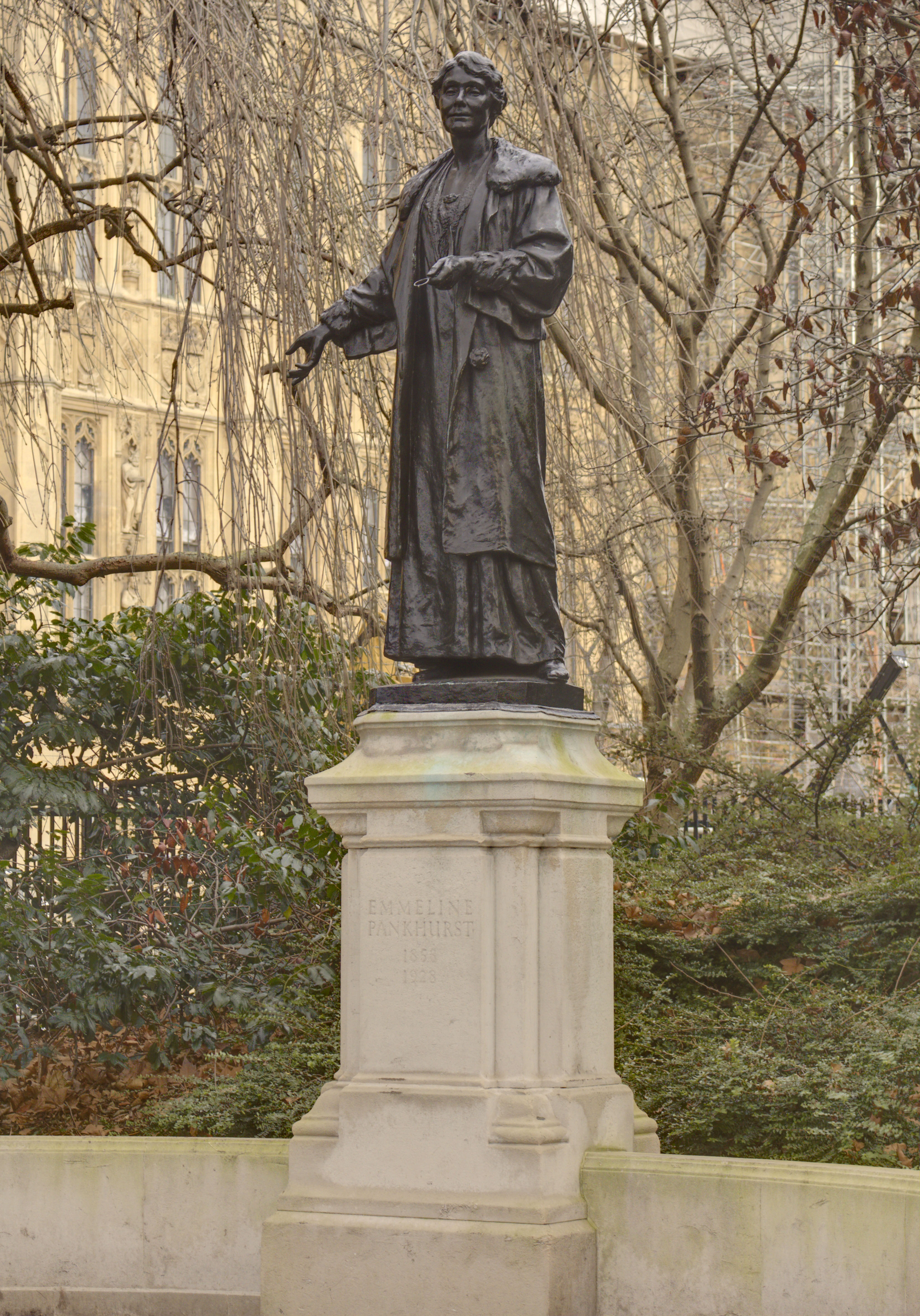
La estatua de Emmeline Pankhurst en Westminster. Barrett jugó un papel clave en la recaudación de fondos para erigir este monumento.

Durante los dos años siguientes, Barrett fue una figura clave para mantener el periódico impreso a pesar de los esfuerzos del Ministro del Interior por suprimirlo. En abril de 1913, las oficinas de The Suffragette fueron allanadas por la policía y el personal fue arrestado acusado de conspirar para dañar la propiedad. Barrett fue condenada a nueve meses de prisión en Holloway. Inmediatamente se declaró en huelga de hambre, fue trasladada a la prisión de Canterbury y, después de cinco días, fue liberada en virtud de la "Ley de gatos y ratones". Se mudó a "Mouse Castle", 2 Campden Hill Square, hogar de la familia Brackenbury, quienes eran comprensivos sufragistas. Después de tres semanas en la casa, Barrett salió y fue detenido nuevamente. Volvió a la huelga de hambre y después de cuatro días fue liberada nuevamente en "Mouse Castle". Esta vez fue sacada de contrabando de la casa disfrazada para permitirle hablar en las reuniones, antes de ser detenida por segunda vez, y fue atendida por su amiga IAR Wylie en St John's Wood, conocida como" Mouse Hole", y por tercera vez Barrett fue liberada después de una huelga de hambre, pero esta vez logró eludir a las autoridades y huyó a un hogar de ancianos en Edimburgo, donde permaneció hasta diciembre de 1913. Al salir de Escocia regresó en secreto a Londres; ella se escondió en Lincoln's Inn House, donde vivía en una sala de estar, que sólo se ventilaba a través del techo.
Barrett continuó editando The Suffragette, pero viajó a París para discutir el futuro del periódico con Christabel Pankhurst después de que sus oficinas fueran allanadas en mayo de 1914. El resultado de su reunión fue la reubicación de The Suffragette en Edimburgo, donde estaban los impresores. corrían menos riesgo de ser arrestados. Barrett se mudó a Edimburgo con Ida Wylie y asumió el seudónimo de "Miss Ashworth". Barrett continuó publicando el artículo hasta su edición final en la semana posterior a la declaración de la Primera Guerra Mundial. Durante la guerra, Barrett fue un partidario vocal de la acción militar británica, al igual que la mayoría del movimiento sufragista. Fue colaboradora del 'Fondo de la Victoria' de la WSPU, que se lanzó en 1916 para patrocinar campañas contra una "paz de compromiso" y las huelgas industriales.
Después de la aprobación de la Ley de Representación del Pueblo de 1918, en la que algunas mujeres del Reino Unido obtuvieron por primera vez el derecho al voto, Barrett se dedicó a continuar la lucha por la emancipación total. Cuando se obtuvo el pleno derecho de voto en 1928, ayudó a recaudar fondos para las conmemoraciones y fue una figura importante en la recaudación del dinero necesario para erigir una estatua de Emmeline Pankhurst en Victoria Tower Gardens, cerca del Palacio de Westminster en Londres. Barrett comprendió las conexiones internacionales del sufragio y se puso en contacto con importantes activistas canadienses y estadounidenses para obtener apoyo financiero. En el obituario de Barrett en el Women's Bulletin se decía que la elevación de la estatua "... se erige como un monumento permanente a la capacidad organizativa de Rachel". En 1929, Barrett fue nombrada secretaria del Comité de Campaña por la Igualdad de Derechos Políticos, una organización que buscaba la igualdad entre hombres y mujeres en todas las esferas políticas.

## Últimos años
En los años siguientes, Barrett se unió a la Suffragette Fellowship con Edith How-Martyn y estaba particularmente cerca de Kitty Marshall, que vivía cerca. Intentó publicar una memoria de Marshall a finales de la década de 1940, pero fue rechazada para su publicación. Barrett se mudó a Sible Hedingham en Essex a principios de la década de 1930 y se unió al Instituto de Mujeres Sible Hedingham en 1934, siendo miembro hasta 1948. Allí vivió en Lamb Cottage.

## Relación con IAR Wylie

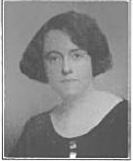
IAR Wylie en 1921, durante su tiempo con Barrett.

Durante el tiempo que editó The Suffragette, Barrett entabló una relación personal con la escritora australiana IAR Wylie, quien contribuyó al artículo en 1913. En 1919 Barrett y Wylie viajaron a los Estados Unidos, donde compraron un coche y pasaron más de un año viajando por todo el país. Se quedaron en Nueva York y San Francisco y en el censo de 1920, se registró que vivían en Carmel-by-the-Sea en California, donde Wylie fue clasificada como cabeza de familia y Barrett como su amigo.
Las dos mujeres permanecieron unidas durante algún tiempo, y en 1928 fueron partidarios de sus amigos cercanos Una Troubridge y Radclyffe Hall durante el juicio de The Well of Loneliness. Cuando Barrett murió, dejó el residuo de su propiedad a Wylie.

## Muerte
Barrett murió de una hemorragia cerebral, el 26 de agosto de 1953, en el Hogar de Ancianos Carylls en Faygate, Sussex. Tenía 78 años. Dejó Lamb Cottage a su sobrina Gwyneth Anderson, que vivía allí con su marido, el poeta británico J. Redwood Anderson.